# Komló
Komló (Duits: Kumlau) is een stad en gemeente in het Hongaarse comitaat Baranya. Komló telt 22.235 inwoners (2021) en is de op een na grootste stad van Baranya. De stad ligt aan de noordkant van het Mecsekgebergte.
De eerste vermelding van Komló (Complov) dateert uit 1256. Het behoorde lange tijd tot de bezittingen van de abdij van Pécsvárad. In de 17de eeuw werd Komló bevolkt met Duitse kolonisten en kwam het in de Schwäbische Türkei te liggen. Het grootste deel van deze Donau-Zwaben moest Hongarije na de Tweede Wereldoorlog verlaten. Vanaf 1812 vond in Komló steenkoolwinning plaats. In 1951 kreeg Komló, dat een van de voornaamste mijnbouwcentra van het socialistische Hongarije zou worden, de status van stad. In 1954 werd het grondgebied uitgebreid met Kisbattyán, Mecsekfalu en Mecsekjánosi en in 1958 met Mánfa. De laatste annexatie werd in 1992 weer ongedaan gemaakt.
De laatste kolenmijn van Komló werd in 2000 gesloten. De naam van de plaatselijke voetbalclub, Komlói Bányász, verwijst nog naar het mijnbouwverleden van Komló, evenals het stadswapen. Daarop is ook een hoprank te zien: Komló betekent hop.
Komló is sinds 1897 aangesloten op het spoorwegnet. Over deze lijn rijdt anno 2022 enkele keren per dag een trein naar Dombóvár.

## Stedenbanden
Komló onderhoudt stedenbanden met Neckartenzlingen (Duitsland, sinds 1989), Éragny (Frankrijk, 1989), Beiuș (Roemenië, 1989), Torrice (Italië) en Valpovo (Kroatië, 1999).